# Гідаєво
Гіда́єво (рос. Гидаево) — село у складі Верхньокамського району Кіровської області, Росія. Входить до складу Лойнського сільського поселення.

## Населення
Населення становить 84 особи (2010, 210 у 2002).
Національний склад станом на 2002 рік — росіяни 91 %.

## Історія
Село було засноване 1800 року, існували церква, земська школа та фельдшерський пункт.